# Arbeitsgericht Schleswig
Das Arbeitsgericht Schleswig war ein deutsches Gericht der Arbeitsgerichtsbarkeit mit Sitz in Schleswig.

## Geschichte
Gemäß Arbeitsgerichtsgesetz vom 23. Dezember 1926 wurden in Deutschland Arbeitsgerichte gebildet. Diese waren nur in der ersten Instanz organisatorisch selbstständige Gerichte, die Landesarbeitsgerichte waren den Landgerichten zugeordnet. In Schleswig entstand kein Arbeitsgericht, das Arbeitsgericht Flensburg war für Schleswig zuständig.
Nach der Besetzung Deutschlands durch die Alliierten wurden 1945 zunächst alle Gerichte geschlossen. Die ordentlichen Gerichte wurden schon bald wieder eröffnet, während die Arbeitsgerichte zunächst nicht wieder eingerichtet wurden, so dass arbeitsgerichtliche Streitigkeiten von den ordentlichen Gerichten erledigt werden mussten. Gemäß Kontrollratsgesetz 21 sollten in Deutschland Arbeitsgerichte aufgebaut werden. Bei den Beratungen über die Umsetzung wurde als Maßstab gewählt, dass die Bezirke der Arbeitsgerichte denen der Arbeitsämter entsprechen sollten. Danach wurde nun das Arbeitsgericht Schleswig gebildet. 1956 wurde das Arbeitsgericht Schleswig wieder aufgehoben.